# Эберсбах (Средняя Саксония)
Эберсбах (нем. Ebersbach) — деревня в Германии, в земле Саксония, входит в район Средняя Саксония в составе городского округа Дёбельн.
Население составляет 1055 человек (на 31 декабря 2010 года). Занимает площадь 6,76 км².

## История
Первое упоминание об усадьбе Петруса Эверсбаха встречается в 1198 году, а первое упоминание о поселение относится к 1309 году.
До 2011 года Эберсбах образовывал собственную коммуну, куда также входили населённые пункты:
- Мансдорф (нем. Mannsdorf, 51°06′26″ с. ш. 13°05′54″ в. д.HGЯO),
- Нойгройсниг (нем. Neugreußnig, 51°05′59″ с. ш. 13°07′59″ в. д.HGЯO),
- Нойдорф (нем. Neudorf, 51°06′04″ с. ш. 13°06′00″ в. д.HGЯO).

1 июля 2011 года, после проведённых реформ, Эберсбах с Нойгройснигом, Мансдорфом и Нойдорфом вошли в состав городского округа Дёбельн в качестве района.